# Takamasa Anai
Takamasa Anai est un judoka japonais, né le 5 août 1984 à Ōita
Il a commencé le judo à l'âge de 5 ans.
Il a gagné les championnats du Japon, ainsi que la médaille de bronze aux championnats du monde en 2009 dans la catégorie -100 kg.
En 2010, il remporte la médaille d'or aux championnats du monde, à Tokyo.
Il annonce en 2013 prendre sa retraite sportive.